# Roland Garros 1938
De 43e editie van het Franse grandslamtoernooi, Roland Garros 1938, werd gehouden van donderdag 2 tot en met zaterdag 11 juni 1938. Voor de vrouwen was het de 37e editie. Het toernooi werd gespeeld in het Roland-Garrosstadion in het 16e arrondissement van Parijs.
De Française Simonne Mathieu won alle drie de onderdelen waar ze aan mee mocht doen.
De Amerikaan Don Budge was de eerste tennisser die de vier grandslamtoernooien op rij won. Het was voor Budge toernooizege nummer 2 van vier, op weg naar het kalenderjaar grandslam. Budge was de derde speler die alle vier de grandslamtoernooien in één discipline won. Na Fred Perry in het herenenkelspel en Jean Borotra in het gemengd dubbelspel.

## Belangrijkste uitslagen
Mannenenkelspel

Finale: Don Budge (VS) won van Roderich Menzel (Tsjecho-Slowakije) met 6–3, 6–2, 6–4
Vrouwenenkelspel

Finale: Simonne Mathieu (Frankrijk) won van Nelly Adamson Landry (Frankrijk) met 6–0, 6–3
Mannendubbelspel

Finale: Bernard Destremau (Frankrijk) en Yvon Petra (Frankrijk) wonnen van Don Budge (VS) en Gene Mako (VS) met 3–6, 6–3, 9–7, 6–1
Vrouwendubbelspel

Finale: Simonne Mathieu (Frankrijk) en Billie Yorke (VK) wonnen van Arlette Halff (Frankrijk) en Nelly Landry (Frankrijk) met 6–3, 6–3
Gemengd dubbelspel

Finale: Simonne Mathieu (Frankrijk) en Dragutin Mitić (Joegoslavië) wonnen van Nancye Wynne-Bolton (Australië) en Christian Boussus (Frankrijk) met 2–6, 6–3, 6–4
Junioren

Jongensenkelspel werd voor het eerst in 1947 gespeeld.
Meisjesenkelspel werd voor het eerst in 1953 gespeeld.
Dubbelspel bij de junioren werd voor het eerst in 1981 gespeeld.
1891 · 1892 · 1893 · 1894 · 1895 · 1896 · 1897 · 1898 · 1899 · 1900 · 1901 · 1902 · 1903 · 1904 · 1905 · 1906 · 1907 · 1908 · 1909 · 1910 · 1911 · 1912 · 1913 · 1914 · 1915–1919 · 1920 · 1921 · 1922 · 1923 · 1924 · 1925 · 1926 · 1927 · 1928 · 1929 · 1930 · 1931 · 1932 · 1933 · 1934 · 1935 · 1936 · 1937 · 1938 · 1939 · 1940–1945 · 1946 · 1947 · 1948 · 1949 · 1950 · 1951 · 1952 · 1953 · 1954 · 1955 · 1956 · 1957 · 1958 · 1959 · 1960 · 1961 · 1962 · 1963 · 1964 · 1965 · 1966 · 1967
↓ open tijdperk ↓
1968 (m-v-md-vd-gd) · 1969 (m-v-md-vd-gd) · 1970 (m-v-md-vd-gd) · 1971 (m-v-md-vd-gd) · 1972 (m-v-md-vd-gd) · 1973 (m-v-md-vd-gd) · 1974 (m-v-md-vd-gd) · 1975 (m-v-md-vd-gd) · 1976 (m-v-md-vd-gd) · 1977 (m-v-md-vd-gd) · 1978 (m-v-md-vd-gd) · 1979 (m-v-md-vd-gd) · 1980 (m-v-md-vd-gd) · 1981 (m-v-md-vd-gd) · 1982 (m-v-md-vd-gd) · 1983 (m-v-md-vd-gd) · 1984 (m-v-md-vd-gd) · 1985 (m-v-md-vd-gd) · 1986 (m-v-md-vd-gd) · 1987 (m-v-md-vd-gd) · 1988 (m-v-md-vd-gd) · 1989 (m-v-md-vd-gd) · 1990 (m-v-md-vd-gd) · 1991 (m-v-md-vd-gd) · 1992 (m-v-md-vd-gd) · 1993 (m-v-md-vd-gd) · 1994 (m-v-md-vd-gd) · 1995 (m-v-md-vd-gd) · 1996 (m-v-md-vd-gd) · 1997 (m-v-md-vd-gd) · 1998 (m-v-md-vd-gd) · 1999 (m-v-md-vd-gd) · 2000 (m-v-md-vd-gd) · 2001 (m-v-md-vd-gd) · 2002 (m-v-md-vd-gd) · 2003 (m-v-md-vd-gd) · 2004 (m-v-md-vd-gd) · 2005 (m-v-md-vd-gd) · 2006 (m-v-md-vd-gd) · 2007 (m-v-md-vd-gd) · 2008 (m-v-md-vd-gd) · 2009 (m-v-md-vd-gd) · 2010 (m-v-md-vd-gd) · 2011 (m-v-md-vd-gd) · 2012 (m-v-md-vd-gd) · 2013 (m-v-md-vd-gd) · 2014 (m-v-md-vd-gd) · 2015 (m-v-md-vd-gd) · 2016 (m-v-md-vd-gd) · 2017 (m-v-md-vd-gd) · 2018 (m-v-md-vd-gd) · 2019 (m-v-md-vd-gd) · 2020 (m-v-md-vd) · 2021 (m-v-md-vd-gd) · 2022 (m-v-md-vd-gd) · 2023 (m-v-md-vd-gd) · 2024 (m-v-md-vd-gd)
Lijst van Roland Garroswinnaars